# Baselska konvencija
Baselska konvencija (angleško Basel Convention on the Control of Transboundary Movements of Hazardous Wastes and Their Disposal) je mednarodna pogodba med državami o ravnanju z nevarnimi snovmi.
Baselska konvencija je sprejeta s ciljem preprečiti trgovcem s toksičnimi proizvodi prevoz nevarnih odpadkov med industrijskimi državami in državami v razvoju.
Konvencijo so podpisali leta 1989. Države podpisnice in njihov status ratifikacije so naštete na spletnih straneh Baselskega sekretariata. 

## Baselska konvencija
Baselska konvencija o nadzoru prevoza nevarnih odpadkov in njihovega shranjevanja, znana kot Baselska konvencija, je mednarodna pogodba, katere cilj je zmanjšanje prevoza nevarnih odpadkov med državami, predvsem pa, da se prepreči prevoz nevarnih odpadkov iz razvitih v manj razvite države (MRD). Baselska konvencija se ne nanaša na prevoz radioaktivnih odpadkov. Konvencija želi tudi zmanjšati količino in strupenost odpadkov in da se zagotovi njihovo okolju prijazno ravnanje čim bližje viru nastajanja ter za pomoč najmanj razvitim državam pri okolju varnem ravnanju z nevarnimi in drugimi odpadki, ki jih ustvarjajo. Konvencija je bila na voljo za podpis 22. marca 1989 in je začela veljati 5. maja 1992. Od marca 2013 je 180 držav, med njimi tudi Evropska zveza, podpisale konvencije, medtem ko sta Haiti in Združene države konvencijo podpisale, a je niso ratificirale.

## Zgodovina
Z zaostrovanjem okoljske zakonodaje (na primer RCRA) v razvitih državah v 70. letih so se stroški za odstranjevanje nevarnih odpadkov dramatično povečali. Hkrati je globalizacija ladijskega prometa naredila čezmejni prevoz odpadkov bolj dostopen. Veliko najmanj razvitih držav je v tem videlo dobrodošle prihodke. Zato je trgovanje z nevarnimi odpadki, zlasti v najmanj razvitih državah, hitro rastlo.
Eden od dogodkov, ki so privedli do oblikovanja Baselske konvencije je bil incident odlaganja odpadkov ladje Khian Sea, v katerem je ladja prevažala pepel sežigalnice iz mesta Philadelphia, ZDA in ga polovico odvrgla na obalo Haitija dokler ni bila pregnana. Ladja je plula več mesecev, vmes se je večkrat preimenovala. Ker razkladanje tovora ni bilo mogoče v kateremkoli pristanišču je bil tovor verjetno odvržen v morje.
Drug dogodek je primer Koko iz leta 1988, v kateri je 5 ladij prevažalo 8.000 sodov nevarnih odpadkov iz Italije v mestece Koko v Nigeriji, v zameno za mesečno najemnino 100 $, plačano nekemu nigerijcu za uporabo njegovega zemljišča.
Na svoji zadnji seji, 27 november - 1. december 2006, se je Konferenca pogodbenic Baselske sporazuma osredotočila na vprašanja elektronskih odpadkov in razstavljanje ladij.
Po mnenju Maureen Walsh, se le okoli 4% nevarnih odpadkov, ki prihajajo iz držav OECD dejansko transportirani preko mednarodnih meja Ti odpadki so med drugim, kemični odpadki, radioaktivni odpadki, komunalni odpadki, azbest, prah iz sežigalnic in stare pnevmatike. Polovica teh odpadkov gre v predelavo, polovica pa na dokončno odlaganje
Povečana trgovina z recikliranimi surovinami je privedla do povečanja odpadkov na trgu rabljenih izdelkov, kot so računalniki, katerega vrednotimo v milijardah dolarjev. Tako postanejo računalniki iz udobnega pomagala le odpadek.

## Definicija nevarnih odpadkov
Odpadki pod drobnogledom Konvencije so odpadki, ki spadajo med odpadke naštete v Aneksu I, ki vsebujejo nevarne sestavine naštete v Aneksu III. Z drugimi besedami morajo vsebovati lastnosti kot so eksplozivno, vnetljivo, strupeno, jedko. Pod drobnogled konvencije pa pridejo odpadki tudi, če so označeni za nevarne odpadke ali v državi izvoznici, državi uvoznici ali pa tranzitni državi.
Definicija odlaganje odpadkov je opisana v členu 2. in 4. in se nanaša na aneks IV in opisuje aktivnosti, ki jih štejemo med odlaganje ali predelavo. Primeri odlaganja so zelo obširni in vključujejo tako predelavo kot tudi recikliranje.
Aneks II vsebuje osttale odpadke npr. gospodinjske odpadke in ostanki sežiganja gospodinjskih odpadkov.
Radioaktivni odpadki niso pod nadzorom te konvencije.
Aneks IX poizkuša opredeliti snovi, ki jih ne šteje med odpadke in so izključeni iz konvencije.

## Zaveze
Navkljub pogojem za uvoz in izvoz naštetih odpadkov obstajajo stroge zahteve o obveščanju, soglasju in sledenju transporta odpadkov prek meja držav. Poudarjeno je, da Konvencija ustvarja splošno prepoved izvoza in uvoza odpadkov med podpisniki konvencije in nepodpisniki. Izjema tega pravila je mogoče, če je s kakšno drugo pogodbo drugače urejeno. Npr. Združene države Amerike spadajo med nepodpisnike tega sporazuma in ima več drugim pogodb, ki urejajo prevoz med ZDA in podpisnicami Baselske konvencije.
Svet OECD ima svoje vzvode nadzora uvoza in izvoza odpadkov med članicami OECD. Ti med drugim omogočajo, da lahko države OECD sodelujejo z državami kot so ZDA, ki ni ratificirala Baselske konvencije.
Podpisnice sporazuma morajo spoštovati prepoved transporta v države, ki niso podpisnice konvencije.
Člen 4. Baselske konvencije poziva k splošnem zmanjšanju odpadkov. S spodbujanjem držav, da ohranjajo odpadke znotraj svojih mej čimbližje viru nastajanja odpadkov Konvencija pritiska na države, da zagotovijo olajšave za zmanjševanje onesnaženja in zmanjšanje proizvodnje odpadkov.
Konvencija ugotavlja, da je nezakonit transport nevarnih odpadkov kriminalno dejanje.
Na podlagi 12. člena se podpisnice Konvencije zavežejo, da bodo vspostavile postopke, ki ustvarjajo pravila glede odgovornosti in primerne postopke za škodo, ki nastane pri prevozu nevarnih odpadkov prek meja.

## Basel Ban Amendment
Po začetni vpeljavi Konvencije so se nekatere manj razvite države in okoljevarstvene organizacije pritožile, da Konvencija ni dovolj stroga. Veliko držav in nevladnih organizacij je zahtevalo popolno prepoved prevoza nevarnih odpadkov v manj razvite države. Začetna Konvencija ni vsebovala prepovedi na katerokoli lokacijo razen Antarktiko ampak je samo zahtevala dogovorni sistem znan kot PIC ali predhodno obveščen dogovor. Veliko podjetji, ki so se ukvarjale z odpadki so slabile dobro ime recikliranja odpakov tako, da so vsak prevoz opredelile kot prevoz na lokacijo, kjer se bodo odpadki reciklirali. Veliko jih je zahtevali popolno prepoved tuda za izvoz z namenom recikliranja. Iz tega izhaja veliko pogodb, ki prepovedujejo takšne transporte npr. Bamaška Konvencija.
Na Baselski konferenci leta 1995 so manj razvite države, Greanpeace in več držav Evropske unije lobirale za amandma h konvenciji, ki so ga poimenovali Basel Ban Amendment (Baselska prepoved) k baselski konvenciji.
Amandma je bil sprejet s strani 73 držav in EU, vendar bo stopila v veljavo, ko jo bo ratificiralo 3/4 držav. Amandma prepoveduje prevoz nevarnih odpadkov s seznama razvitih držav v države, ki s senznama manj razvitih držav. Baselska prepoved se nanaša na transport iz kateregakoli razloga tudi z namenom recikliranja. Posebno pozornost namenja tudi prodaji ladij z namenom razreza. Baselska prepoved je naletela na nasprotovanje industrijsko razvitih držav med njimi tudi Avstralije in Kanade.

## Več o tematiki
- Asbestos and the law
- Bamako Convention
- Rotterdam Convention
- Stockholm Convention
- Electronic waste by country

## Še več na to temo
- Toxic Exports, Jennifer Clapp, Cornell University Press, 2001.
- Challenging the Chip: Labor Rights and Environmental Justice in the Global Electronics Industry, Ted Smith, David A. Sonnenfeld, and David Naguib Pellow, eds., Temple University Press link Arhivirano 2006-02-21 na Wayback Machine., ISBN 1-59213-330-4.
- "Toxic Trade: International Knowledge Networks & the Development of the Basel Convention," Jason Lloyd, International Public Policy Review, UCL link.